# 陇西辛氏
陇西辛氏，中国古代以陇西郡为郡望的辛姓家族，为关陇郡姓之一。
陇西辛氏相传出自姒姓有莘氏。周文王太史辛甲，封在長子。秦朝將軍辛騰，定居中山苦陘。辛騰曾孫辛蒲，漢朝初年，以豪族被朝廷迁徙到隴西郡狄道县。辛蒲曾孫辛柔，字長汎，官至光祿大夫、右扶風都尉、馮翊太守。生四子：辛臨、辛眾、辛武賢、辛登翁。
辛武賢，破羌將軍。其子辛慶忌，左將軍、光祿大夫、常樂公。辛慶忌之子辛遵、辛通、辛茂、辛子產（豫章郡太守）。辛子產曾孫辛茂（与曾祖父的兄弟同名），东汉成義將軍、酒泉郡太守、侍中。辛茂三子：辛緘、辛述、辛孟孫。辛孟孫生長水校尉辛伯真。辛伯真二子：辛孟興、辛叔興。辛孟興二子：辛恩、辛殷。辛恩生辛子焉。辛子焉三子：辛寅、辛裕、辛胥。辛寅，四世孫辛顏。辛裕五世孫辛晁。

## 著名人物
- 辛勉，西晋侍中
- 辛夫人，前凉武王张轨的母亲
- 辛夫人，西凉武昭王李暠的夫人
- 辛恭靖，东晋河南太守
- 辛进（？－428年），西秦尚书
- 辛渊（？－420年），西凉骁骑将军
- 辛绍先（？－489年），北魏下邳太守，辛渊之子
- 辛穆（451年－527年），北魏汝阳太守，辛绍先之子
- 辛雄（？－534年），北魏吏部尚书
- 辛少雍，北魏给事中
- 辛贲，东魏平东将军
- 辛德源，北齐中书舍人
- 辛庆之，西魏祕書監，彭城侯
- 辛韶，北周凉城公
- 辛威（512年－580年），北周将领，宿国公
- 辛仲景，北周内史下大夫、开府仪同三司
- 辛昂，北周潼州總管、繁昌公，辛庆之侄
- 辛公义（553年－614年），隋朝内史侍郎、司隸大夫
- 辛彦之（？－591年），隋朝礼部尚书
- 辛茂将（？－660年），唐朝宰相，辛昂侄孙
- 辛雲京（713年－768年），唐朝河东节度使
- 辛讜，唐朝岭南节度使